# アウグスト・ケクレ
フリードリヒ・アウグスト・ケクレ・フォン・シュトラドーニッツ（Friedrich August Kekulé von Stradonitz、1829年9月7日 - 1896年7月13日）は、ドイツの有機化学者。ハイデルベルク大学、ベルギーのヘント大学を経て、1867年より終生ボン大学教授の職にあった。
メタン、硫化水素などの型を提唱し、メタンの型を拡張して、炭素原子の原子価が4であること、また炭素原子同士が結合して鎖状化合物を作ることを提唱した。その後、芳香族化合物の研究へと移り、ベンゼンの構造式として二重結合と単結合が交互に並んで六員環を構成するケクレ構造（亀の甲）を提唱した。ケクレは原子同士が連なっていく夢を見て鎖状構造を思いつき、ヘビ（ウロボロス）が自分の尻尾を噛んで輪状になっている夢を見てベンゼンの六員環構造を思いついたといわれている（後述）。その後、置換ベンゼンの異性体の数をケクレ構造で説明するためにベンゼン環は2つのケクレ構造の間を振動しているという仮説を提唱した。

## 生涯
1829年にヘッセン大公国の軍事参議官であったカール・ケクレを父としてダルムシュタットに生まれた。
1847年にダルムシュタットのルートヴィヒ・ゲオルクス・ギムナジウムを卒業し、ギーセン大学に入学した。入学当初は建築学を志望していたが、1848年にユストゥス・フォン・リービッヒの有機化学の講義を聴講して感銘を受け、一旦退学し有機化学へと転向した。1849年にギーセン大学に再び入り、リービッヒの門下生となった。
1851年に大学を卒業し、パリ大学のジャン・バティスト・アンドレ・デュマの元へと留学した。ここでシャルル・アドルフ・ヴュルツやシャルル・フレデリック・ジェラールと知り合い、彼らの研究していた型の説を学んだ。翌年リービッヒの元へと戻り、アミルオキシ硫酸の研究で博士号を取得した。その後、スイス・クールで分析化学者アドルフ・フォン・プランタの下で助手を務めた。
1854年にロンドンに移り、聖バーソロミュー病院のジョン・ステンハウスの助手となった。ケクレはここで働く間にアレキサンダー・ウィリアムソンらと知り合った。ここでケクレは硫黄化合物に関する研究を行なった。そして、ウィリアムソンが提唱した水の型の概念が硫黄化合物にも適用できることを提唱した。
1856年にハイデルベルク大学のロベルト・ブンゼンの元に移り講師となった。ここでケクレは今度は炭素化合物についての研究を行ない、1857年メタンの型の概念を提唱した。さらに翌年、これを拡張して炭素原子の原子価が4価であり、互いに結合して鎖状化合物を形成できるという説を提唱した。この年、ヘント大学の教授に就任した。ケクレはここで不飽和脂肪酸の幾何異性体について研究し、二重結合の概念を考察している。
1865年にはベンゼンのケクレ構造を提唱した。
1859年に有機化学の教科書『Lehrbuch der organischen Chemie』の第1巻を出版した。この教科書は1880年に第4巻第1部まで刊行されたところで中断してしまったが、これ以降に作られる有機化学の教科書の模範となった。また、世界初の化学者の国際会議である1860年カールスルーエ国際会議の開催に力を注いだ。
1867年にボン大学へと移り、さらに芳香族化合物に関する研究を続けた。
1872年に2置換ベンゼンの異性体の数を説明するため、ベンゼン環は2つのケクレ構造の間を振動しているという仮説を提唱した。これによりベンゼン環の安定性の原因は不明なままであったが、異性体の数は矛盾無く説明できるようになり芳香族化合物の整理・体系化が可能となった。
1878年、1886年、1891年にドイツ化学会の会長を務めた。
1895年に皇帝ヴィルヘルム2世により貴族に列せられ、ケクレ・フォン・シュトラドーニッツ (Kekulé von Stradonitz) と称した。
1896年にボンで死去。
ケクレの門下からはアドルフ・フォン・バイヤー、オットー・ヴァラッハ、ライナー・ルートヴィッヒ・クライゼンといった著名な有機化学者が出ている。

## ケクレの夢
ケクレは、彼が提案した2つの構造理論、炭素が互いに結合して鎖状化合物を作ること、ベンゼンが環状構造を持つことについて、夢からインスピレーションを得たと主張している。この夢は、1890年にベンゼンのケクレ構造提案25周年を記念して行なわれたベンゼン祭での記念講演の内容を、翌年ケクレ自身が書き起こした講演記録に記述が残されている。それによれば、まずケクレは1854年にロンドン滞在中に馬車の中で、大きな原子が小さな原子を引き連れて飛び回り、大きな原子同士がそのまま連なっていく夢を見て、炭素が互いに結合して鎖状化合物を作ることを思いついたという。
また、1861年にベルギーのヘントで教科書を執筆していた際に、ストーブの前でうたた寝をしたときに再び連なった原子が蛇のようにうねっており、さらに1匹の蛇が自身の尻尾に噛み付きながら回っている夢を見て、ベンゼンの環状構造を思いついたという。
講演記録以外にも、ケクレの息子がこれらの夢の話を聞いたことがあるとの証言を残している。
しかし、本当にケクレがこれらの夢を見たかについては疑う向きもある。ジョン・ウォティッツとスザンナ・ルドフスキーによると、ケクレの話が夢を見てからその公表まであまりに長い時間が経っていること、また当時の新聞にもベンゼン祭に関する記述があるが、そこにケクレの夢の話がまったく書かれていないこと、講演記録が後からケクレ自身によって書き起こされたことから講演記録の信憑性が薄いとしている。また、ケクレは鎖状化合物の夢についての講演の最後に、この夢と同じような記述が1886年に出版されたヘルマン・コップの本に書かれていることを述べている。そこで実はコップの記述を借りて自身の夢として講演したのではないかとしている。
ベンゼン環の夢についてはベンゼン環の炭素を六角形に配置した図はオーギュスト・ローランの1854年に出版された本に記載されており、ケクレもその本を読んだことがあったこと、そして環状構造はそこから充分着想できたであろうとしている。また1886年に彼がドイツ化学会の会長に在職していたとき、懇親会で学会誌のパロディが作られ、そこにベンゼン環が6匹の猿が手と尻尾をつないだ絵で表現されていたので、これに対してユーモアで答えるために蛇の話を作ったのだとしている。またユーモアからではなく、これらの理論のプライオリティを補強するために夢の話を作ったのだろうという主張もある。